# Hugo Johansson
Carl Hugo Johansson (* 16. Juni 1887 in Stockholm; † 23. Februar 1977 ebenda) war ein schwedischer Sportschütze.

## Erfolge
Hugo Johansson nahm an drei Olympischen Spielen teil. Bei den Olympischen Spielen 1912 in Stockholm verpasste er mit dem Freien Gewehr im Dreistellungskampf als Vierter im Einzel knapp einen Medaillengewinn. Im Mannschaftswettbewerb belegte er gemeinsam mit Mauritz Eriksson, Erik Blomqvist, Carl Björkman, Bernhard Larsson und Gustaf Adolf Jonsson mit einer Gesamtpunktzahl von 5655 Punkten vor Norwegen und Dänemark den ersten Rang und wurde damit Olympiasieger. Mit dem Armeegewehr schloss er die Einzelkonkurrenz auf dem 23. Platz ab, während er mit der Mannschaft, zu der neben ihm noch Mauritz Eriksson, Werner Jernström, Carl Björkman, Bernhard Larsson und Tönnes Björkman gehörten, die Bronzemedaille gewann. 1920 startete Johansson in Antwerpen in acht Disziplinen. Im liegenden Anschlag mit dem Armeegewehr über 600 m erzielte er wie drei weitere Schützen den Bestwert von 59 Punkten. Im Stechen gelang ihm mit 58 Punkten erneut das beste Resultat, sodass er vor Mauritz Eriksson und Lloyd Spooner Olympiasieger wurde. Im Mannschaftswettbewerb sicherte er sich neben Erik Blomqvist, Mauritz Eriksson, Gustaf Adolf Jonsson und Erik Ohlsson Bronze. Eine weitere Bronzemedaille gewann Johansson zusammen mit Olle Ericsson, Mauritz Eriksson, Walfrid Hellman und Leonard Lagerlöf im stehenden Anschlag über 300 m mit der Mannschaft. In vier weiteren Disziplinen platzierte er sich unter den besten sechs der Gesamtwertung, davon einmal im Einzel sowie in drei Mannschaftswettbewerben. Die Olympischen Spiele 1924 in Paris schloss er mit dem Freien Gewehr im liegenden Anschlag über 600 m auf dem achten Platz und mit der Mannschaft über vier Distanzen auf dem siebten Platz ab.